# Косицени (Галац)
Косицени (рум. Cosițeni) насеље је у Румунији у округу Галац у општини Брахашешти. Oпштина се налази на надморској висини од 109 m.

## Становништво
Према подацима из 2002. године у насељу је живело 250 становника, од којих су сви румунске националности.